# Quentin Pacher
Quentin Pacher (Libourne, 6 de enero de 1992) es un ciclista francés. Milita en las filas del conjunto Groupama-FDJ.

## Palmarés
2012 (como amateur)
- 1 etapa de la Ronde d'Isard

2018
- 1 etapa del Tour de Saboya[1]

## Resultados en Grandes Vueltas y Campeonatos del Mundo
| Carrera         | Carrera         | 2015 | 2016 | 2017 | 2018 | 2019 | 2020 | 2021 | 2022 | 2023 | 2024 | 2025 |
| --------------- | --------------- | ---- | ---- | ---- | ---- | ---- | ---- | ---- | ---- | ---- | ---- | ---- |
|                 | Giro de Italia  | —    | —    | —    | —    | —    | —    | —    | —    | —    | —    | 64.º |
|                 | Tour de Francia | —    | —    | —    | —    | —    | 53.º | 35.º | —    | 63.º | 46.º | 45.º |
|                 | Vuelta a España | —    | —    | —    | —    | —    | —    | —    | Ab.  | —    | 21.º | —    |
| Mundial en Ruta | Mundial en Ruta | —    | —    | —    | —    | —    | Ab.  | —    | 80.º | —    | —    | —    |

—: no participa 
Ab.: abandono